# 佐久間信賢
佐久間 信賢（さくま のぶかた、元文元年（1736年） - 安永元年11月21日（1772年12月15日））は、江戸時代中期の旗本。佐久間氏の一族。通称は孫九郎。奈佐四兵衛勝英の五男で、佐久間信正の婿養子となった。妻は信正の娘。娘は佐久間信近（松前広居の次男）の妻。
宝暦5年（1755年）4月10日、家督（蔵米300俵）を相続。同年9月28日に初めて将軍家重に拝謁。
宝暦8年（1758年）6月8日、大番に列せられた。
安永元年（1772年）11月21日、死去。享年は37。法名は日照。墓所は谷中一乗寺。